# گل شیپوری وحشی
گل شیپوری وحشی (نام علمی: Calla palustris) نام یک گونه از تیره گل‌شیپوریان است.